# Coca de recapte
La coca de recapte és una coca salada que porta el recapte, el que hi ha com a provisions per menjar, la qual cosa n'explica la gran varietat.
Poden ser hortalisses escalivades o crues damunt, típicament pebrera o pebrot, albergínia i ceba. A les zones d'interior és habitual posar-hi bolets. Tanmateix s'hi poden emprar d'altres verdures o fins i tot afegir embotit, perquè en general les coques no tenen receptes fixes, ans al contrari. També es fa sovint afegint arengades o anxoves. Amb una llarga tradició a la cuina catalana, són una opció a l'abast de tothom de menjar cereal d'una manera molt gustosa.
Sobre una massa fina que serveix de base, s'hi afegeix qualsevol producte que es tingui a mà: verdures, peix, carn... normalment aliments bàsics i econòmics, que permeten múltiples combinacions. La clau de la coca de recapte és la tradició d'«arreplegar», «recaptar», el que hi ha al rebost i portar-ho al forn de la comunitat, on el forner fa la pasta i cou el que s'ha portat, sobre d'una massa fina de pa. Tradicionalment, quan a les masies es feia encara pa, era una variant que es feia amb el que es tenia a mà.

## Origen
Josep Pla opina que la coca d'escalivada, sovint anomenada coca de recapte, és originària de la Noguera, mentre que Josep Lladonosa afirma que «des de sempre» s'han cuinat a les comarques tarragonines i lleidatanes. En l'actualitat és una coca ben típica de moltes comarques i se'n pot trobar a Barcelona. És especialment habitual, però, a la Ribagorça,la Noguera, l'Urgell, el Segrià, la i a les comarques del Camp de Tarragona.
Tradicionalment, la coca de recapte es feia al forn de la vila. La mestressa de casa hi duia els ingredients que volia posar-hi i el forner feia la massa i la coïa. S'aprofitaven els productes de l'horta i constituïa un àpat per si mateixa. S'acostumava a doblegar les vores per tal que els sucs de les verdures no vessessin fora, i així conservar-los dintre de la coca. Tradicionalment es menja tant freda com calenta.

## Variacions
És una coca que trobem a tot Catalunya amb variants molt diverses. Se'n menja tot l'any, tant freda com calenta. A més, la coca de recapte té un calendari gastronòmic propi, adaptat als productes de temporada. Per Quaresma, per exemple, se solen menjar coques amb arengada, etc.
La tendència és de fer-ne una de gran i bastant plana. Aquesta coca segueix el patró de les coques allargades típiques de Vic, per exemple. L'escalivada que duu pot portar patata a la Catalunya central o xampinyó a les Terres de Lleida.
A l'Alta Ribagorça es fa la coca de tomata, amb tomàquet cru, ceba crua i all i julivert trinxats. Els tomàquets es poden posar crus, tallats a rodanxes i en una sola capa, ocupant tota la coca. La coca es fa gran, d'un centímetre de gruix i vores ovalades. Les vores es pleguen una mica cap en dins, i queden seques i cruixents.
Al Segrià, la coca de recapte es fa amb tires hortalisses escalivades (pebrot vermell, albergínia, tomàquet, ceba) i arengades o llonganisses (botifarres crues). És una coca gran, plana, una mica allargada i ovalada a les puntes, d'aproximadament un centímetre de gruix, tot i que actualment també se'n fan de més primes.
Una variant d'aquesta coca és la coca enramada de les terres tarragonines, que se solia fer amb productes de temporada; frescos a l'estiu (pebrot vermell, tomàquet i ceba) o escalivats i en conserva a l'hivern.
A les illes Balears, la coca de trempó es fa amb pebrot verd tendre, ceba, all i tomàquet, en cru i tallats a trossets petits.

## Noms
Aquesta coca també té altres noms. Coca de recapte és el més generalitzat a Barcelona i Camp de Tarragona., en referència a l'ús habitual d'aquesta coca com a berenar fora de casa (el recapte és el menjar que s'endú). encara que també se sol anomenar-la Coca d'escalivada però de recapte
Al Pallars i a les Terres de Ponent el nom popular és de Coca amb samfaina o coca de samfaina, excepte a Tàrrega, on de manera singular és anomenada «coc» (o «cóc», segons la grafia tradicional), en masculí. És a Mallorca que trobem el nom de coca de Mallorca o coca de verdures.

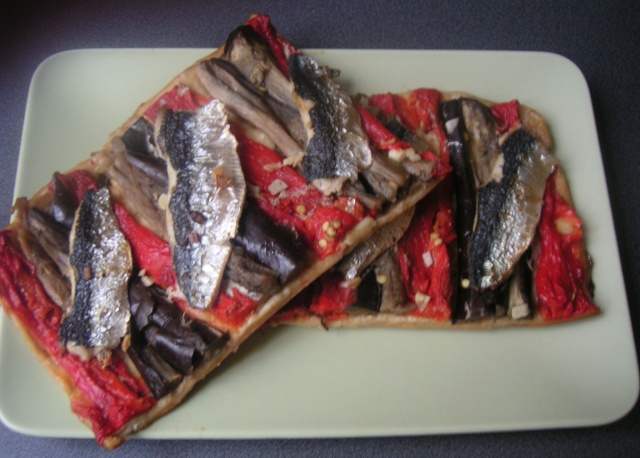
Coca de recapte amb sardines, tanmateix el més habitual són les arengades o bé la botifarra crua, de vegades dolça
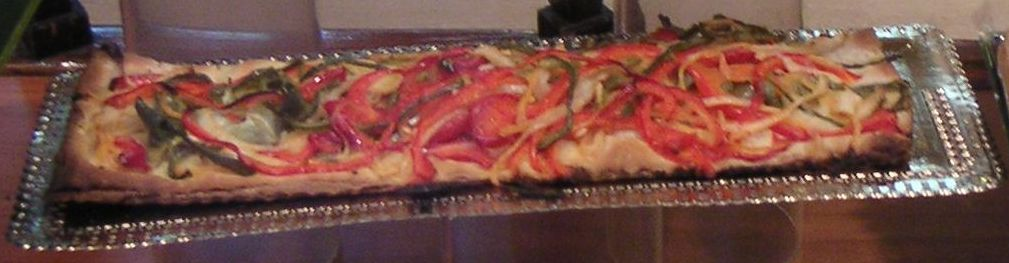
Coca de verdura, al Barcelonès